# Nedo Nadi
Pour les articles homonymes, voir Nadi.

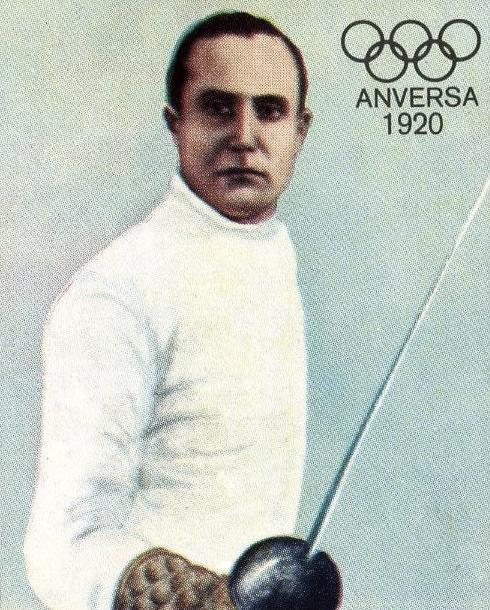
Nedo Nadi en 1920.

Nedo Nadi, né le 9 juillet 1893 à Livourne, en Toscane et mort le 29 janvier 1940 à Portofino, est un escrimeur italien.

## Biographie
Nedo Nadi gagna 5 médailles d’or lors des Jeux olympiques d'été de 1920 à Anvers en Belgique. Il détint à ce titre, et jusqu'à l’exploit du nageur américain Mark Spitz en 1972 aux J.O. de Munich, le record de médailles d’or remportées par un seul compétiteur lors de mêmes Jeux olympiques.
Nedo Nadi est né à Livourne en Italie. Il a été formé dès son plus jeune âge, et avec son frère Aldo Nadi, son cadet de cinq ans, au maniement des trois armes de l'escrime par son père le maître d'armes Giuseppe (Beppe) Nadi. Celui-ci leur enseigna le fleuret et le sabre mais refusa de les initier à l'épée qu'il considérait comme une arme « indisciplinée. » Nedo et son frère Aldo apprirent par eux-mêmes cette arme.
À l’âge de 14 ans, Nedo Nadi gagna un trophée pour sa démonstration aux trois armes effectuée lors du jubilé de l’empereur François-Joseph.

## Les Jeux olympiques de 1912
Lors des Jeux olympiques de Stockholm, en 1912, Nedo Nadi devient — à 18 ans et 29 jours — le plus jeune escrimeur à remporter une médaille d’or olympique. Il bat son équipier Pietro Speciale et l’Autrichien Richard Verderber pour la médaille d’or en ayant remporté sept victoires consécutives dans la poule finale.

## La grande guerre
Nedo Nadi sert son pays en tant que soldat pendant la Première Guerre mondiale. Il est décoré pour sa bravoure.

## Les Jeux olympiques de 1920
Aux Jeux d'Anvers, en 1920, Nadi bénéficia de l’absence de plusieurs grandes nations de l’escrime comme la Hongrie (les nations battues lors de la Première Guerre mondiale et l’Union soviétique étaient absentes soit volontairement soit interdites de Jeux). Il s’inscrivit dans toutes les disciplines du programme olympique pour accroître ses chances de victoires.
Sa performance pendant ces Jeux approcha la perfection. Il gagna la médaille d’or dans l’épreuve de fleuret individuel avec un record de 10 victoires dans la poule finale, il gagna ensuite la médaille d’or au sabre individuel devançant en finale son frère Aldo. Il remporta enfin avec l’équipe d’Italie les trois épreuves par équipes du fleuret, sabre et épée.
Après les Jeux olympiques d’Anvers, Nedo Nadi, devient professionnel et se lance dans l’enseignement en Argentine.
Entre 1935, date de son retour à Rome, et 1940, date de sa mort, il fut Président de la Fédération italienne d'escrime.

## Palmarès
- Jeux olympiques d'été
  -  Médaille d'or au fleuret individuel en 1912
  -  Médaille d'or au fleuret individuel en 1920
  -  Médaille d'or au sabre individuel en 1920
  -  Médaille d'or au fleuret par équipe en 1920
  -  Médaille d'or à l’épée par équipe en 1920
  -  Médaille d'or au sabre par équipe en 1920

## Hommage
Le 7 mai 2015, en présence du président du Comité national olympique italien (CONI), Giovanni Malagò, a été inauguré  le Walk of Fame du sport italien dans le parc olympique du Foro Italico de Rome, le long de Viale delle Olimpiadi. 100 tuiles rapportent chronologiquement les noms des athlètes les plus représentatifs de l'histoire du sport italien. Sur chaque tuile figure le nom du sportif, le sport dans lequel il s'est distingué et le symbole du CONI. L'une de ces tuiles lui est dédiée.

## Au cinéma
Nedo Nadi figure dans le film documentaire de Nicholas Kaufmann et Wilhelm Prager, Les Chemins de la force et de la beauté, sorti en 1925.